# Stazione di Flawil
La stazione di Flawil (in tedesco Bahnhof Flawil) è una stazione ferroviaria nel comune svizzero di Flawil sulla linea San Gallo-Winterthur.

## Storia
La stazione fu attivata il 15 febbraio 1856, in occasione dell'apertura della tratta Flawil-Winkeln della ferrovia San Gallo-Winterthur.

## Strutture e impianti
La stazione dispone di tre binari dotati di marciapiede per il servizio passeggeri, e di un binario tronco. È dotata di fabbricato viaggiatori e di pensiline.

## Movimento
La stazione è servita da treni a cadenza semioraria sulla relazione Wil SG - Sciaffusa (linea S1 della rete celere di San Gallo), e da treni InterCity (IC1 e IC13) a cadenza semioraria sulla relazione Zurigo Centrale - San Gallo e a cadenza oraria per Ginevra Aeroporto e per Coira. Sono inoltre presenti treni sulla linea notturna Winterthur-San Gallo SN21 e sulla SN22 tra Winterthur ed Heerbrugg.

## Servizi
Nella stazione sono presenti:
- Biglietteria automatica[2]
- Supermercato[4]

Sono presenti parcheggi di interscambio per automobili e biciclette.

## Interscambi
- Fermata autobus